# Vårgård
För hotell och mötesanläggningen i Saltsjöbaden, se Vår Gård.
Vårgård är ett villaområde i sydöstra Linköping i Östergötland, beläget vid Stångån i Landeryds socken.
Från första början tillhörde marken Hackefors by i Landeryd. I januari 1905 köptes Hackefors södergård, även kallat Hackefors nedre, med tillhörande vattenfall av direktör Carl Lorich. Han lät samma år uppföra en sommarvilla på ägornas norra del. Från år 1910 användes villan som permanentbostad. Det var troligtvis 1913, i samband med att villan styckades av med egen mark, som familjen Lorich gav villan och fastigheten namnet Vårgård. År 1914 köptes gården av systrarna Lisen och Helga Nordström. 1945 köptes gården av major Uno Rydberg som lät renovera villan.
År 1957 köpte Östergötlands läns landsting fastigheten för att använda som behandlingshem. En personalbostad uppfördes 1960 och ytterligare ett behandlingshem, Villerkulla, uppfördes 1968. I början av 2000-talets första decennium såldes fastigheten och området bebyggdes med villor, medan befintliga byggnader byggdes om till bostäder. Den gamla villan från 1905 blev då återigen renoverad till enfamiljsbostad. 

## Äldre felaktig historik
En äldre felaktig historik har beskrivit att Carl Lorich skulle ha flyttat villan från sin stadsgård i Linköping. Stadsgården, den så kallade Rydsgården, hade ett bostadshus som var uppfört av hovmarskalk Karl Adolf Gyllenram 1832-33, och som använts som Hanekinds och Åkerbo härads tingshus. Lorich ville bygga om stadsgården men fick inte, eftersom byggnaden var av trä och staden föreskrev att alla nya byggnader utmed Storgatan skulle vara av sten för brandriskens skull. Han skulle då ha flyttat huset till Hackefors för att använda det som sommarnöje.